# Square Frédéric-Bazille
Le square Frédéric-Bazille est un square du 14e arrondissement de Paris, dans le quartier de Plaisance.

## Situation et accès
On accède au square par les 15-17, rue Bardinet et par les 18-20, rue Jacquier.
Il est desservi par la ligne 13 à la station Plaisance.

## Origine du nom
Ce square rend hommage à Frédéric Bazille (1841-1870), un peintre impressionniste français, mort au combat pendant la guerre franco-allemande de 1870.